# Alnösundet
Alnösundet är ett sund mellan Alnön i öster och orterna Tunadal och Johannedal i väster (nära Sundsvall) samt Sundsbruk och Timrå i nordväst. Över sundet går Alnöbron. Sundet är historiskt känt som platsen för ett flertal sågverk under senare delen av 1800-talet och en stor del av 1900-talet, framför allt på Alnösidan. Idag återstår sågverket i Tunadal. 

## Geografi
Alnösundet är beläget i Sundsvalls skärgård med Klingerfjärden i norr och Draget i söder. I väster gränsar sundet till fastlandet och tätorterna Johannedal, Sundsbruk och Tunadal och i öster ligger nordvästra delen av Alnön med tätorterna Vi och Gustavsberg. 
I sundet norra del ligger Timråviken som utgör gräns mellan Sundsvalls kommun och Timrå kommun och är den vik som Märlobäcken har sitt utlopp i. Andra vattendrag som rinner ut i sundet är Gärdebäcken, Korstabäcken, Ljustabäcken och Malandsbäcken.
Sundet sträcker sig norrut upp till Vivstavarv i tätorten Timrå där området mellan Alnöns nordspets och Vivstavarvsholmen utgör gräns mot Klingerfjärden. Alnösundets enda ö, vid sidan om de öar som utgör gräns i norr och öster, är Adamholmen.